# Luciny

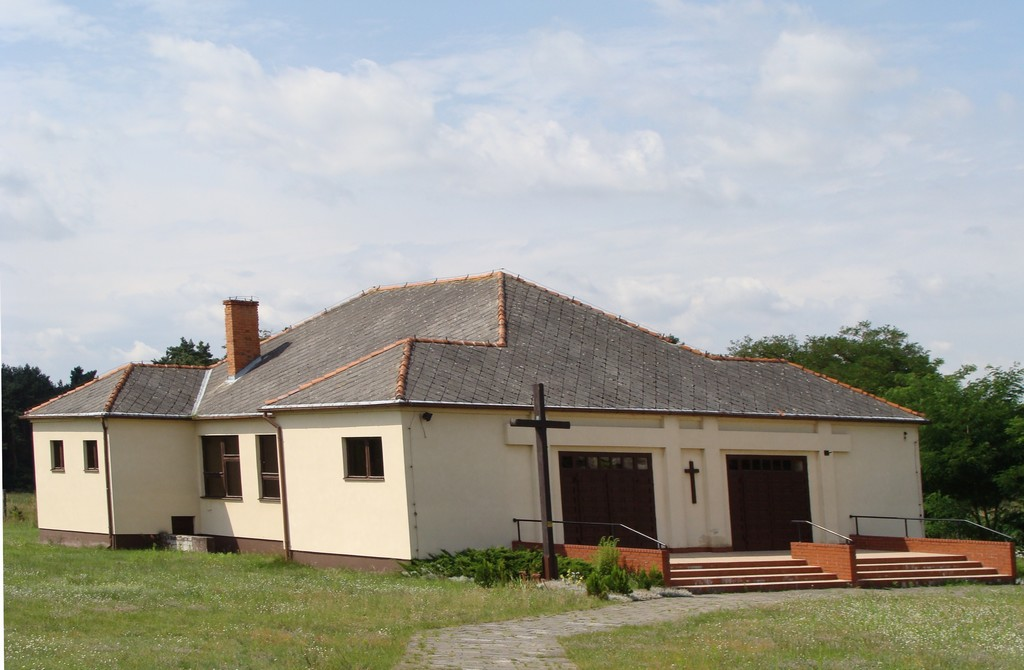
Kaplica

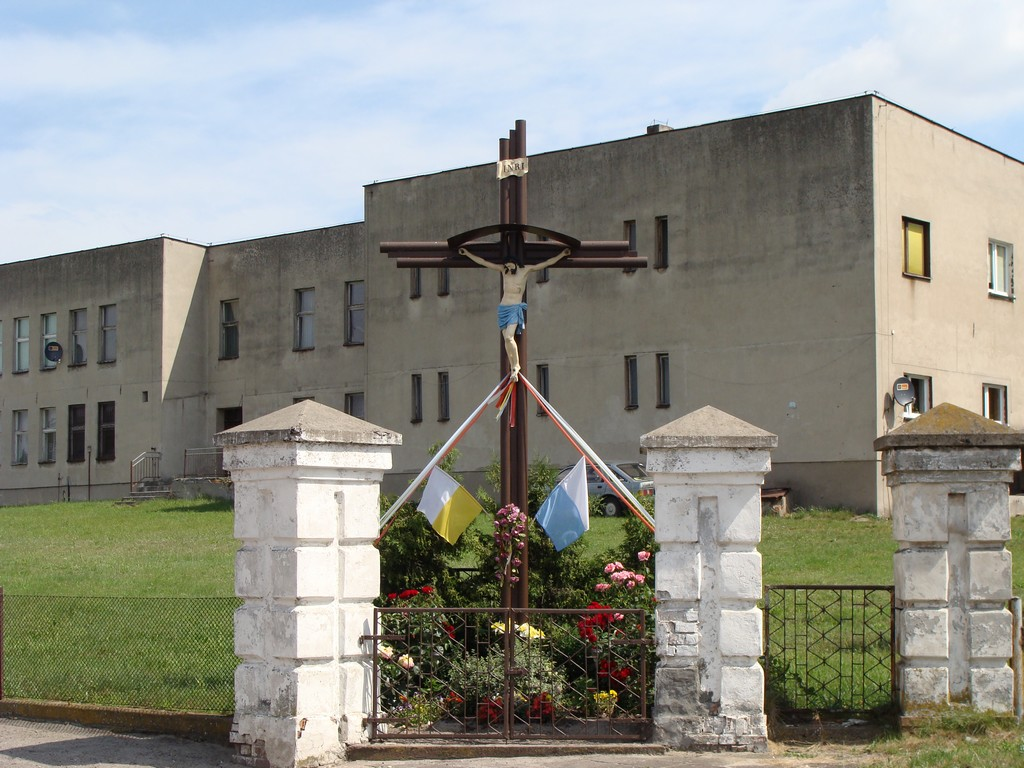
Kapliczka przydrożna

Luciny – wieś w Polsce położona w województwie wielkopolskim, w powiecie śremskim, w gminie Śrem. W latach 1975–1998 miejscowość administracyjnie należała do województwa poznańskiego.
Położona 8 km na północny wschód przy drodze powiatowej nr 2480 z Czmonia do Dąbrowy. Z Lucin jest 6 km do Śremu, 5 km do Zaniemyśla.
Luciny nazywane są zielonymi obrzeżami Śremu, co powoduje, że nie tylko śremianie chętnie budują tu nowe domy, których w ostatnich 5 latach powstało ok. 40.
Przez wieki wchodziła w skład majątków klucza mechlińskiego. Zabytkiem wsi chronionym prawem jest park z pocz. XIX wieku.
We wsi znajduje się kaplica należąca do Parafii pw. św. Wawrzyńca w Zaniemyślu. Świątkami przydrożnymi wsi jest kapliczka Matki Boskiej Królowej Polski sprzed II wojny światowej, kapliczka św. Józefa z Dzieciątkiem Jezus sprzed II wojny światowej, kapliczka Matki Boskiej Niepokalanie Poczętej z 1913, kapliczka Niepokalanego Serca Matki Boskiej sprzed II wojny światowej, kapliczka św. Stanisława Biskupa z 1913, kapliczka św. Antoniego Padewskiego i kapliczka Świętego Krzyża sprzed wojny, trzy krzyże: dwa sprzed II wojny światowej oraz z 2002.
Od 3 września 2016 patronem jednej z ulic w Lucinach jest o. Jan Góra (pierwsza ulica jego imienia w Polsce).

## Demografia
Liczba mieszkańców miejscowości w poszczególnych latach:
| Rok  | Ilość mieszkańców |
| ---- | ----------------- |
| 1998 | 261               |
| 2002 | 256               |
| 2009 | 260               |
| 2011 | 262               |
| 2021 | 365               |